# Verlorener Zug

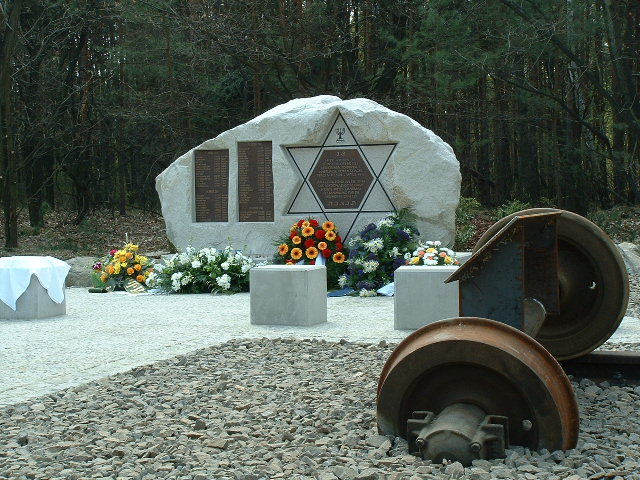
Jüdische Gedenkstätte in Schipkau (2007)

Als der Verlorene Zug, der Verlorene Transport oder Zug der Verlorenen wird der letzte von drei Zügen bezeichnet, mit denen während der Zeit des Nationalsozialismus in der Endphase des Zweiten Weltkrieges Häftlinge vom Konzentrationslager Bergen-Belsen abtransportiert wurden, als sich die britischen Truppen dem Lager näherten. Dazu wurden zwischen dem 6. und 11. April 1945 drei Transportzüge mit insgesamt rund 6800 von der SS „Austauschjuden“ genannten Personen, de facto Geiseln, zusammengestellt und zur Abfahrt gebracht. Deren Fahrtziel sollte das Konzentrationslager Theresienstadt auf dem Gebiet des Protektorats Böhmen und Mähren sein.
Der letzte dieser Züge, mit ursprünglich 2400 Häftlingen, hielt schließlich nach einer Irrfahrt durch noch unbesetzte Teile Deutschlands in der Nähe der brandenburgischen Gemeinde Tröbitz auf offener Strecke an. Am 23. April 1945 fanden vorrückende Truppen der Roten Armee den Zug und befreiten die Häftlinge aus den Waggons. Etwa 200 von ihnen hatten die Fahrt nicht überlebt. In den nachfolgenden Wochen starben weitere 320 Menschen an den Nachwirkungen des Todestransports durch eine Epidemie.

## Chronologie
| |                    |                          |                          |
| \| \| 10. April 1945 \| Bergen-Belsen \| Bergen-Belsen \| \| \| 11. April 1945 \| Soltau \| Soltau \| \| \| \| Munster \| \| \| \| \| Uelzen \| \| \| \| 14./15. April 1945 \| Lüneburg \| Lüneburg \| \| \| 15. April 1945 \| Lauenburg \| Lauenburg \| \| \| 15. April 1945 \| Büchen \| Büchen \| \| \| 15. April 1945 \| Hagenow Land \| Hagenow Land \| \| \| 15. April 1945 \| Ludwigslust \| Ludwigslust \| \| \| 16. April 1945 \| Wittenberge \| Wittenberge \| \| \| 17./18. April 1945 \| Nauen \| Nauen \| \| \| 18. April 1945 \| Berlin-Spandau \| Berlin-Spandau \| \| \| 18. April 1945 \| Berlin-Baumschulenweg \| Berlin-Baumschulenweg \| \| \| \| Königs Wusterhausen \| \| \| \| \| Lübben \| \| \| \| \| Lübbenau \| \| \| \| \| Senftenberg \| \| \| \| 19.–20. April 1945 \| Schipkau \| Schipkau \| \| \| 20./21. April 1945 \| Finsterwalde \| Finsterwalde \| \| \| \| Doberlug-Kirchhain \| \| \| \| 20./21. April 1945 \| Tröbitz (Durchfahrt) \| Tröbitz (Durchfahrt) \| \| \| 20.–22. April 1945 \| Langennaundorf \| Langennaundorf \| \| \| 23. April 1945 \| Tröbitz (zurückgefahren) \| Tröbitz (zurückgefahren) \| |                    |                          |                          |
| U-Bahn-Haltepunkt / Haltestelle Streckenanfang | 10. April 1945     | Bergen-Belsen            | Bergen-Belsen            |
| U-Bahn-Haltepunkt / Haltestelle | 11. April 1945     | Soltau                   | Soltau                   |
| U-Bahn-Haltepunkt / Haltestelle |                    | Munster                  | Munster                  |
| U-Bahn-Haltepunkt / Haltestelle |                    | Uelzen                   | Uelzen                   |
| U-Bahn-Haltepunkt / Haltestelle | 14./15. April 1945 | Lüneburg                 | Lüneburg                 |
| U-Bahn-Haltepunkt / Haltestelle | 15. April 1945     | Lauenburg                | Lauenburg                |
| U-Bahn-Haltepunkt / Haltestelle | 15. April 1945     | Büchen                   | Büchen                   |
| U-Bahn-Haltepunkt / Haltestelle | 15. April 1945     | Hagenow Land             | Hagenow Land             |
| U-Bahn-Haltepunkt / Haltestelle | 15. April 1945     | Ludwigslust              | Ludwigslust              |
| U-Bahn-Haltepunkt / Haltestelle | 16. April 1945     | Wittenberge              | Wittenberge              |
| U-Bahn-Haltepunkt / Haltestelle | 17./18. April 1945 | Nauen                    | Nauen                    |
| U-Bahn-Haltepunkt / Haltestelle | 18. April 1945     | Berlin-Spandau           | Berlin-Spandau           |
| U-Bahn-Haltepunkt / Haltestelle | 18. April 1945     | Berlin-Baumschulenweg    | Berlin-Baumschulenweg    |
| U-Bahn-Haltepunkt / Haltestelle |                    | Königs Wusterhausen      | Königs Wusterhausen      |
| U-Bahn-Haltepunkt / Haltestelle |                    | Lübben                   | Lübben                   |
| U-Bahn-Haltepunkt / Haltestelle |                    | Lübbenau                 | Lübbenau                 |
| U-Bahn-Haltepunkt / Haltestelle |                    | Senftenberg              | Senftenberg              |
| U-Bahn-Haltepunkt / Haltestelle | 19.–20. April 1945 | Schipkau                 | Schipkau                 |
| U-Bahn-Haltepunkt / Haltestelle | 20./21. April 1945 | Finsterwalde             | Finsterwalde             |
| U-Bahn-Haltepunkt / Haltestelle |                    | Doberlug-Kirchhain       | Doberlug-Kirchhain       |
| U-Bahn-Blockstelle | 20./21. April 1945 | Tröbitz (Durchfahrt)     | Tröbitz (Durchfahrt)     |
| U-Bahn-Haltepunkt / Haltestelle | 20.–22. April 1945 | Langennaundorf           | Langennaundorf           |
| U-Bahn-Haltepunkt / Haltestelle Streckenende | 23. April 1945     | Tröbitz (zurückgefahren) | Tröbitz (zurückgefahren) |

### Die drei Transporte
Der Reichsführer SS, Heinrich Himmler, hatte im März 1944 befohlen, im Falle des Vorrückens des Feindes auf die Konzentrationslager diese unter Leitung regionaler, höherer SS- und Polizeiführer evakuieren zu lassen. Bei Annäherung feindlicher Truppen wurden KZ-Häftlinge von der SS zu Todesmärschen gezwungen oder teils auch mit Zügen zu anderen Orten und Lagern abtransportiert. Eines der Ziele war Bergen-Belsen, das bald völlig überfüllt war.
In diesem Lager waren seit 1943 ausgewählte jüdische Häftlinge – teils mit der gesamten Familie – interniert worden, wenn sie die Staatsangehörigkeit neutraler oder gegnerischer Staaten besaßen oder besondere Verbindungen dorthin hatten. Als internierte „Austauschjuden“ sollten sie gegen deutsche Zivilinternierte oder durch Devisenzahlung ausgelöst werden und das Wohlverhalten neutraler Staaten bewirken. Als die britischen Truppen sich dem Konzentrationslager Bergen-Belsen im Landkreis Celle näherten, wurden für diese insgesamt 6800 Personen vom 6. bis 11. April 1945 drei Züge mit etwa 45 Waggons (teils ältere Personenwagen dritter Klasse, teils Güterwagen) zusammengestellt, um sie in das Konzentrationslager Theresienstadt zu überführen. Eine Räumung des gesamten Lagers war nicht vorgesehen: Mit Einverständnis Himmlers kam es am 12. April 1945 zu einem lokalen Waffenstillstandsabkommen, und das überfüllte Lager wurde am 15. April 1945 der Britischen Armee übergeben.
Der erste dieser Transporte mit 2500 Menschen fuhr am 6. April 1945 vom Lagerbahnhof in Bergen-Belsen ab. Seine Fahrtroute verlief südlich sowie westlich der Elbe über Uelzen, Salzwedel und Stendal. Ein weiterer Transport mit 179 Menschen am Folgetag erhielt Anschluss an den ersten Transport. Am 13. April 1945 wurde er in der Nähe der Orte Farsleben und Zielitz bei Magdeburg von amerikanischen Truppen befreit.
Ein zweiter Transportzug mit 1712 Menschen, in welchem sich hauptsächlich ungarische Juden befanden, verließ am 9. April 1945 Bergen-Belsen und erreichte nach zweiwöchiger Fahrt am 21. April 1945 das Ziel Terezín/KZ Theresienstadt. Das weitere Schicksal der Abtransportierten ist nicht bekannt. Das KZ Theresienstadt wurde am 8. Mai 1945 von der Roten Armee befreit.

### Fahrt desVerlorenen Zugesvon Bergen-Belsen bis Tröbitz
Der letzte dieser drei Todeszüge mit 2400 Menschen wurde am 9. April 1945 auf dem Lagerbahnhof mit 24 älteren Personenwagen dritter Klasse sowie 22 Güterwagen zusammengestellt und verließ in der Nacht zum 11. April 1945 das mit Typhus verseuchte KZ Bergen-Belsen, nur fünf Tage vor dessen Befreiung. Im Zug befanden sich jüdische Männer, Frauen und Kinder aus mehr als zwölf Nationen.
Es begann eine qualvolle Fahrt durch weite Teile des noch unbesetzten Deutschlands. Der Transport setzte sich zuerst über Soltau, Lüneburg und Büchen in Bewegung, dann in Richtung Berlin, wo er am 18. April 1945 eintraf. Ab Berlin-Spandau fuhr der Zug über Siemensstadt-Fürstenbrunn und den Südring bis nach Neukölln und über die Verbindungsbahn in Richtung Berlin-Baumschulenweg. Die Durchquerung des schwer zerstörten Berlins dauerte länger als einen Tag. Von hier fuhr er auf der Bahnstrecke Berlin–Görlitz weiter südwärts über Königs Wusterhausen, Lübben und Lübbenau nach Senftenberg. Auf der Schippchenbahn fuhr der Zug nach Schipkau, wo er in der Nähe der Autobahn Berlin–Dresden einen zweitägigen Zwischenstopp hatte und die Fahrt wegen der nur noch dreißig Kilometer entfernten, von Osten heranrückenden Front fast zu Ende schien. Nachfolgend ging es über Finsterwalde und Doberlug-Kirchhain in Richtung Falkenberg.
In den letzten Kriegstagen fuhr der Zug durch den immer enger werdenden nicht besetzten Korridor in Mitteldeutschland. Während seiner Fahrt wurde er durch tieffliegende Flugzeuge mit Maschinengewehrfeuer und Bomben angegriffen, was auch zu Todesopfern im Zug führte. Daraufhin befahl der Zugführer, die Waggons mit allen auffindbaren weißen Laken und Tüchern zu bespannen (vgl. Parlamentärsflagge).
Dreimal kam es während der Fahrt zu einem Zusammentreffen mit dem zweiten Transportzug, dessen Fahrstrecke bis kurz vor Berlin identisch war: das erste Mal bei Lüneburg, dann bei Hagenow und am 17. April kurz vor Berlin. In der vorhergehenden Nacht wurde der zweite Zug bei einem Luftangriff schwer getroffen, was über 50 Tote und ungefähr 250 Verletzte unter seinen Insassen zur Folge hatte.
Beim dritten und letzten Transportzug kam es durch die katastrophalen sanitären und hygienischen Verhältnisse schließlich zu einer Fleckfieber-Epidemie unter den geschwächten und teils schwerkranken Häftlingen. Viele starben während der Fahrt an Krankheiten oder Hunger. Wenn der Zug hielt, wurden die Waggontüren geöffnet, die Toten ausgeladen und neben den Gleisen verscharrt.
Am 20. oder 21. April 1945 rollte der Zug, an dem weiße Fahnen flatterten, in Richtung Falkenberg/Elster durch Tröbitz und blieb vor der inzwischen gesprengten Elsterbrücke nahe dem Dorf Langennaundorf bei Kilometer 101,6 stehen. Am 22. April 1945 wurden dort 16 Tote in einem Sammelgrab beerdigt. An der Stelle wurde im Jahre 1989 eine Gedenkstätte errichtet.
Am 23. April 1945 morgens fanden die vorrückenden Truppen der 1. Ukrainischen Front der Roten Armee den Transport unweit von Tröbitz bei Kilometer 106,7. Dorthin war der geteilte Zug am Vortag mit einer kleinen Lokomotive der Beutersitzer Braunkohlenwerke auf Verlangen der Wehrmacht noch gebracht worden, da man an der nahegelegenen Reichsstraße 101 mit Kampfhandlungen rechnete und sich ein Teil des Wachpersonals mit der Lok, die den Zug schob, bereits in Richtung Doberlug-Kirchhain abgesetzt hatte. Den sowjetischen Soldaten bot sich ein schreckliches Bild, da in vielen Waggons Tote inmitten von Überlebenden lagen. 28 Menschen wurden an Ort und Stelle beigesetzt. Am Ende waren 198 Menschen während der Fahrt gestorben.

### Die Zeit nach der Befreiung
Die Überlebenden des Transportes hatten auch nach der Befreiung weiter zu leiden. Die Schwerkranken verblieben zunächst im Zug, welcher am 24. April 1945 bis zur Blockstelle der Grube Hansa am Bahnkilometer 108,9 abermals umgesetzt wurde, da es von hier aus der kürzeste Weg zum Tröbitzer Nordfeld war, wo ein notdürftiges Lazarett eingerichtet wurde. Hier wurden noch einmal 26 inzwischen Verstorbene am Bahndamm beigesetzt.
Die Bergarbeitergemeinde Tröbitz mit ihren damals etwa 700 Einwohnern sah plötzlich rund 2000 ausgehungerte, todkranke Menschen vor sich, denen schnell geholfen werden musste. Viele Tröbitzer leisteten Hilfe, und Angehörige der Roten Armee leiteten Maßnahmen ein, um die Not der Menschen zu lindern sowie eine Ausbreitung der im Zug bereits aktiven Fleckfieber-Epidemie zu verhindern. Die sowjetische Besatzungsmacht richtete ihre Kommandantur in einem Gebäude in der Tröbitzer Hauptstraße ein.
Diejenigen Überlebenden des Transports, die noch kräftig genug waren, bildeten ein Komitee, welches die Verteilung der von der Roten Armee gelieferten Lebensmittel und die Unterbringung in einem ehemaligen Barackenlager für Zwangsarbeiter, dem Nordfeld, sowie die Beerdigungen an verschiedenen Grabstätten organisierte. Das im Nordfeld eingerichtete Lazarett wurde von sowjetischen Ärzten geleitet. Jüdische Ärzte – bis dato selbst Gefangene – halfen bei der Pflege und Behandlung der Kranken. Einige erkrankten selbst und starben, wie die Namenstafeln auf dem jüdischen Friedhof in Tröbitz belegen. Mädchen und Frauen aus dem Ort wurden als Pflegepersonal eingesetzt.

„Das ‚Krankenhaus‘ war unglaublich schmutzig und verwahrlost. Die geschwächten Leute lagen auf dem Fußboden eines großen Raumes, und niemand wußte, woher man Matratzen oder Betten nehmen sollte.“

Es dauerte acht Wochen, bis die Typhus-Epidemie zum Stillstand kam. Bis dahin starben weitere 320 Männer, Frauen und Kinder. Unter ihnen befanden sich auch 26 Tröbitzer, die sich angesteckt hatten. Die letzte Tote des Transportes, die Niederländerin Klara Miller, wurde am 21. Juni 1945 auf dem jüdischen Friedhof beerdigt.
Zwei ehemalige Häftlinge, Menachem und Mirjam Pinkhof, die den Transport überlebt hatten, fuhren am 13. Mai 1945 mit Fahrrädern in Tröbitz los, um in ihre niederländische Heimat zurückzukehren. Noch bevor sie am 9. Juni 1945 die niederländische Grenze passierten, übergaben sie am 18. Mai 1945 im sächsischen Delitzsch den Amerikanern ein Memorandum für das Außenministerium in Den Haag, in dem sie über den dritten Zug und den Zustand der Geretteten berichteten. Durch sie erfuhren die westlichen Alliierten von dem „Verlorenen Transport“ aus dem KZ Bergen-Belsen. Daraufhin nahmen amerikanische Verbindungsoffiziere Kontakt zu sowjetischen Armeestellen auf und fuhren nach Tröbitz, um den Wahrheitsgehalt zu prüfen und die Repatriierung einzuleiten. Bereits vor Ablauf der vierwöchigen Quarantäne begann am 16. Juni 1945 die Rückführung der Überlebenden. Bis Ende August 1945 hatten dann, bis auf eine Familie, alle den Ort wieder verlassen.

## Schicksale

### Überlebende
Einige der Überlebenden berichteten später über ihre Erlebnisse oder kamen nach Tröbitz, dem Ort der Befreiung, zurück. Ansprechpartner war hier meistens Erika Arlt (1926–2015) aus Tröbitz, die den Weitgereisten oft Gastfreundschaft bot. Innerhalb vieler Jahre hat sie die Schicksale der Menschen aus dem Todeszug erforscht und darüber Mitte der 1990er Jahre eine informative Schrift veröffentlicht. Am 2. Juni 1997 wurde ihr durch den Bundespräsidenten Roman Herzog das Bundesverdienstkreuz am Bande verliehen. Auch Arlts Ehemann Richard war bis zu seinem Tode stark in die Erforschung und Dokumentation der Ereignisse involviert.
Einige der Überlebenden sind:
- Menachem und Mirjam Pinkhof – sie übergaben dem Auswärtigen Amt in Den Haag das Memorandum.
- Die Schwestern Hannah (eine Schulfreundin von Anne Frank) und „Gabi“ Rachel Goslar – sie gelangten mit Hilfe von Otto Frank später in die Schweiz.
- Renata Laqueur – die 2011 verstorbene Tochter von Ernst Laqueur war Sprach- und Literaturwissenschaftlerin.
- Richard Bleiweiß[20] – er besuchte 1993 die Gedenkstätte Langennaundorf.
- Abel J. Herzberg – der niederländische Anwalt und Schriftsteller veröffentlichte 1950 das Buch Zweistromland, in dem er über seine Erlebnisse in Bergen-Belsen berichtete. Er starb 1989 in Amsterdam.[21]
- Jupp Weiss – der Judenälteste von Bergen-Belsen schmuggelte die vielen Namenslisten aus dem Lager Bergen-Belsen, über die das Schicksal von Anne Frank und ihrer Schwester Margot bekannt wurde. Seine Frau Erna verstarb wenige Wochen nach der Befreiung am Fleckfieber.[22]
- Ernst Leffmann – der deutsche Jurist flüchtete 1933 nach Arnhem. Dort wurde er 1943 mit seiner Familie verhaftet und zunächst ins Durchgangslager Westerbork und später ins KZ Bergen-Belsen verschleppt. Er und seine Familie überlebten die Zugfahrt und kehrten nach der Befreiung nach Arnhem zurück.[23]

### Aussagen über das Leben im Zug
„Der Waggon, in dem ich mich befand, schien ein umgebauter Güterwaggon zu sein. Die Fenster ließen sich ein wenig öffnen, und er besaß eine Toilette. Siebenundfünfzig Menschen hatte man in diesem Wagen zusammengepfercht, der ein sogenannter ‚Krankenwagen‘ war. Hier lagen Kranke mit Flecktyphus, Pleuritis (Rippenfellentzündung), offenen, eiternden Wunden und TBC. Alle mehr oder weniger entstellt durch Ödeme, alle völlig verlaust. Dreißig von uns konnten mit angezogenen Knien auf dem Boden liegen, die restlichen siebenundzwanzig mußten sitzen.“

„Die Nacht ist eine Hölle. […] Die schon nicht geringe Aggressivität wird noch größer. In unserem Waggon, in dem es 48 Sitzplätze gibt, müssen zweiundsechzig Personen hausen und schlafen. Gestern abend bekamen wir Margarine. Ein ganzes Pfund für vier Personen und für vier Tage. Das ist relativ viel, und wir sind nicht unzufrieden.“

„Wenn der Zug hielt, durften Leute, die noch kräftig genug waren, hinaus, um Wasser aus dem Fluss zu trinken. Meine Mutter erinnert sich, dass sie einen Topf genommen hat und damit das Wasser aus der Lokomotive gesammelt hat. Dieser Topf war auch schon zu anderen Zwecken genutzt worden. Und immer, wenn der Zug gehalten hat, wurden die Toten entlang der Schienen begraben.“

Felix Hermann Oestreicher beschrieb in seinem Tagebuch die Stimmung unmittelbar nach der Befreiung mit folgendem Vers:
Im Frieden – April 1945

Ganz langsam schleichen wir dahin,

Ganz langsam Friedensfreude kommt

In uns nicht auf. Zu lange sind wir

Geknechtet und gedrückt im Kampf,

Noch nicht vergessen ist die Fron,

Der Hunger, Dreck, das schlechte Bett.

Doch sehen wir ein bekannt’ Gesicht

Dann lächelt unser stiller Gruß:

Du lebst noch! Das ist schön, sehr schön.

### Tote
Insgesamt forderte der dritte und letzte Abtransport von Häftlingen aus dem KZ Bergen-Belsen mit dem Verlorenen Zug über 550 Tote. Sie stammten aus Albanien, Frankreich, Jugoslawien, Polen, Paraguay, Montenegro, Ecuador, Griechenland, den Niederlanden, Peru, El Salvador, Ungarn und Deutschland. Einige waren staatenlos. Beerdigt wurden sie an den Plätzen der heutigen Gedenkstätten oder einfach in der Nähe der Bahngleise. Später sind einige der Toten umgebettet worden. Die genaue Anzahl der Opfer wird wahrscheinlich nie geklärt werden können.
Der jüdisch-niederländische Verbandspolitiker und Journalist Werner Levie (* 27. März 1903) lebte vor seiner Ausreise 1939 in die Niederlande in Berlin und nahm am öffentlichen und kulturellen Leben unter anderem als Mitgründer der Berliner Jüdischen Zeitung und Generalsekretär des Reichsverbandes der jüdischen Kulturbünde in Deutschland teil. Levie wurde seit Juni 1943 mit seiner Frau und zwei Töchtern im holländischen Lager Westerbork festgehalten und Anfang 1944 in das KZ Bergen-Belsen überführt. Werner Levie starb nach der Zugfahrt am 26. Mai 1945 in Tröbitz an Fleckfieber.
Ebenfalls aus den Niederlanden stammten der Leiter der Apeldoorner Klinik Het Apeldoornsche Bosch, Jacques Lobstein und seine Frau Alegonda. Het Apeldoornsche Bosch war eine seit 1908 bestehende psychiatrische Klinik für jüdische Patienten, welche im Januar 1943 gewaltsam aufgelöst und deren über 1200 Patienten und Pflegekräfte fast alle im Zuge des Holocaust ermordet wurden. Die Lobsteins starben ebenso, wie Leo de Wolff (Mitglied des Amsterdamer Judenrats), im April/Mai 1945 in Tröbitz.
Ein nicht überlebender Gefangener im Zug war Robert Emanuel Heilbut. Er starb am 22. April 1945 an Fleckfieber. Seine Notizbücher mit Noten und Liedtexten über seine Erlebnisse in Amsterdam, Westerbork und Bergen-Belsen konnten gerettet werden.
Unter den Verstorbenen war auch der Rabbiner Zvi Koretz, der frühere Oberrabbiner von Thessaloniki in Griechenland. Seine Rolle als Präsident des Judenrates von Saloniki bei der Deportation der dortigen jüdischen Gemeinde im März/April 1943 ist umstritten. Er wurde im August 1943 in das KZ Bergen-Belsen deportiert. Er gehörte zu den Häftlingen, die im April 1945 nach Theresienstadt transportiert werden sollten und gelangte als Insasse des Verlorenen Zuges nach Tröbitz, wo er kurze Zeit nach seiner Befreiung am 3. Juni 1945 an Fleckfieber starb.

## Gedenken und Aufarbeitung

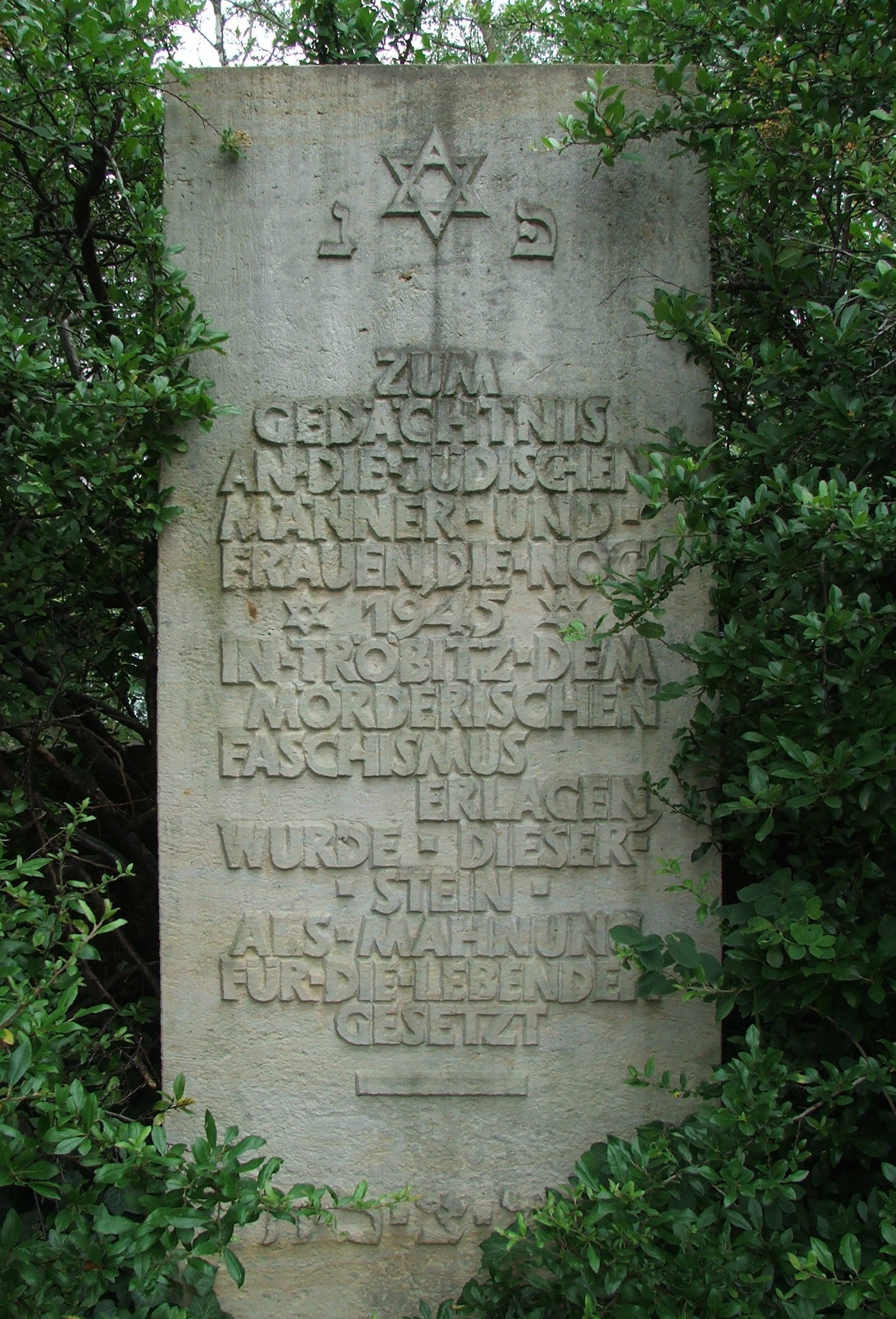
Jüdischer Friedhof in Tröbitz, Gedenkstein

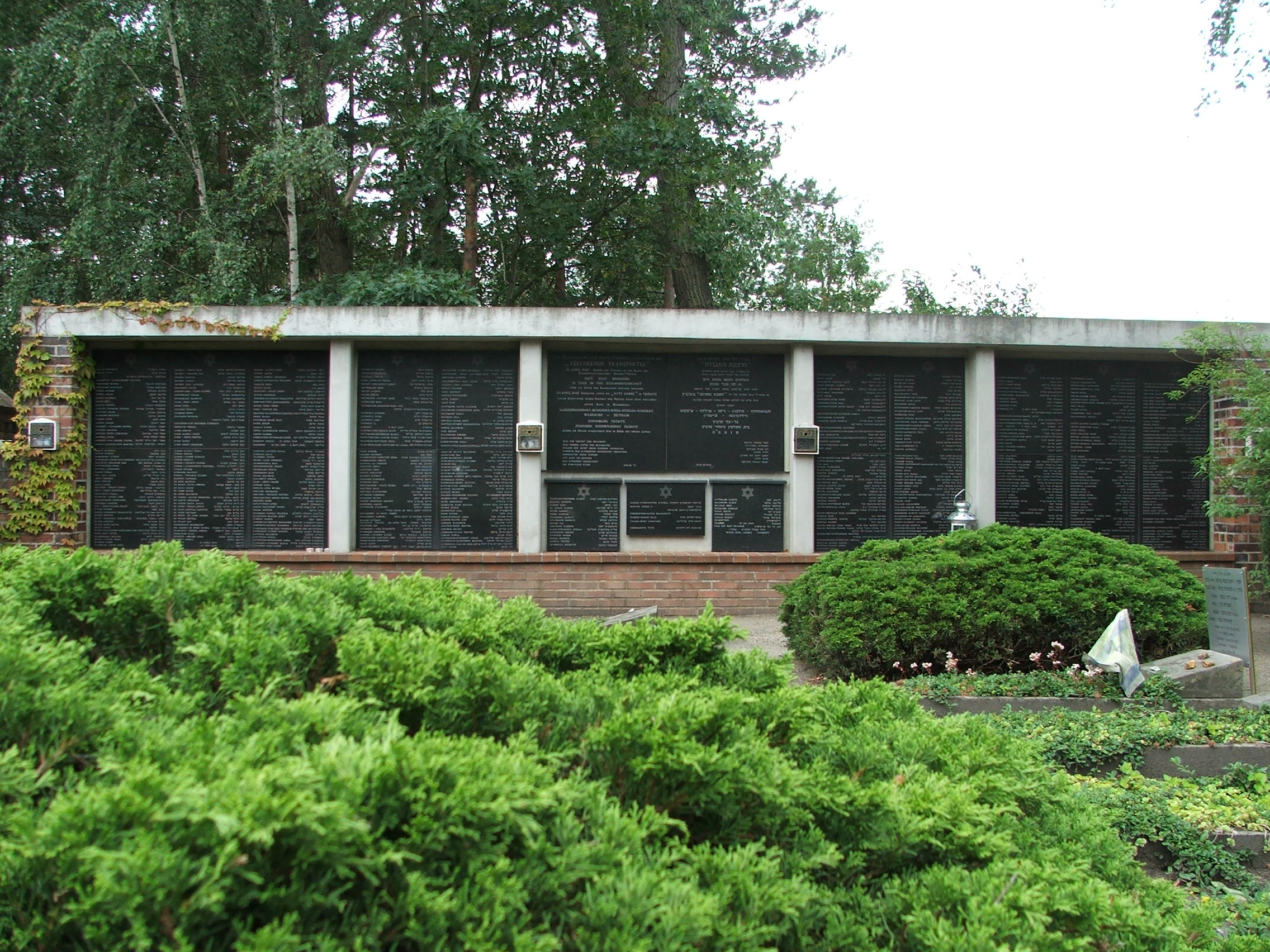
Jüdischer Friedhof in Tröbitz, Gedenkwand mit Namenstafeln

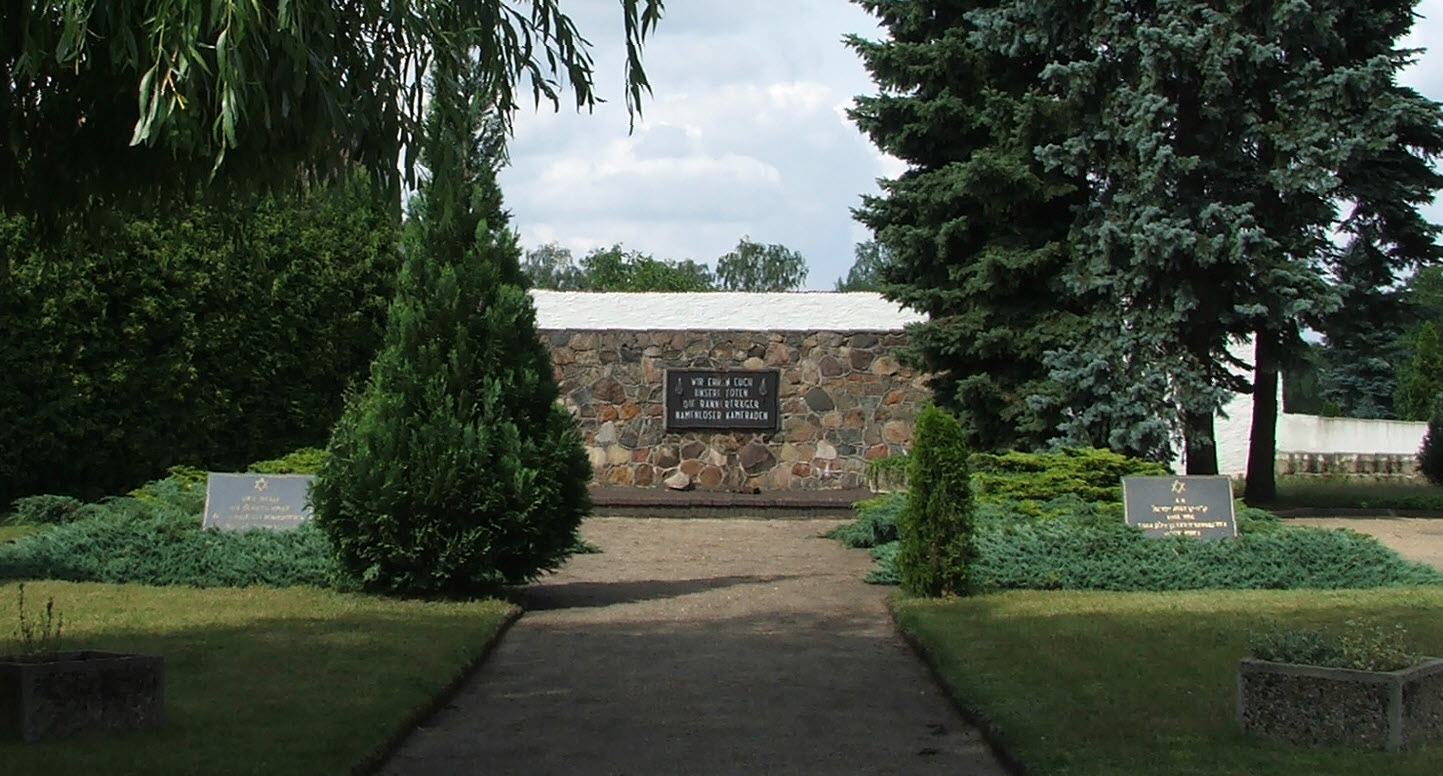
Gedenkstätte des Holocaust
in Tröbitz, Zugang u. Gesamtanlage

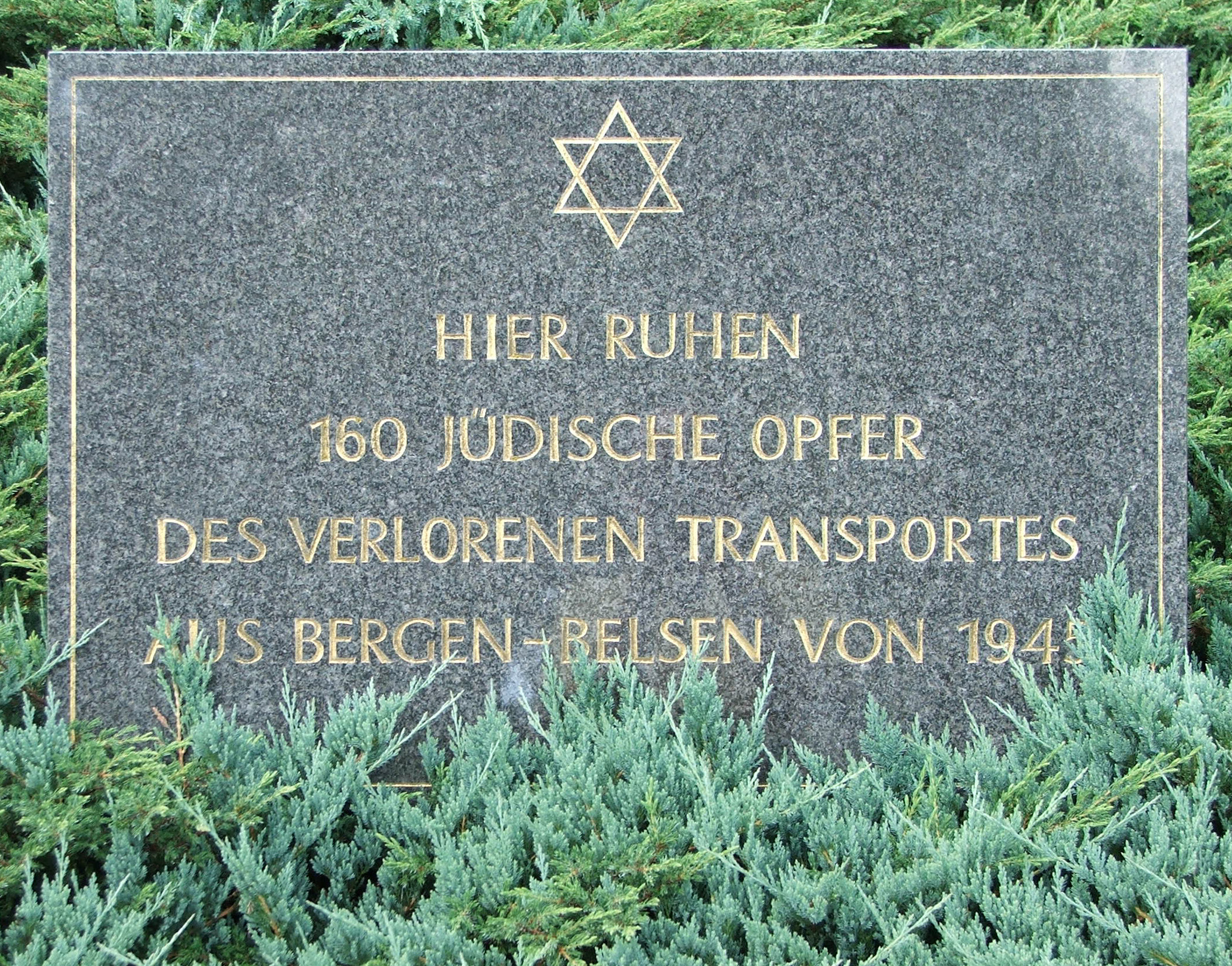
Gedenkstätte des Holocaust
in Tröbitz, deutsche Gedenktafel

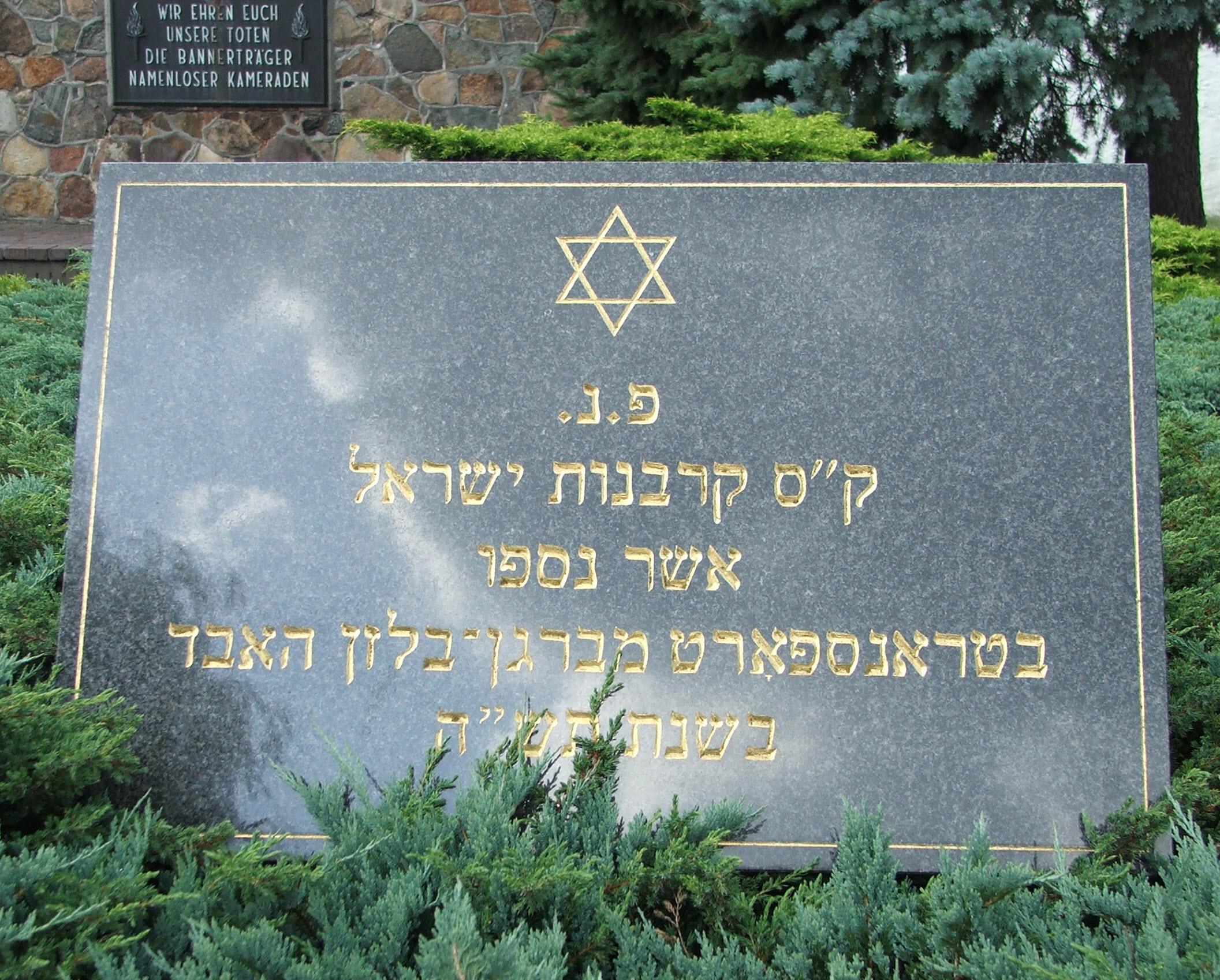
Gedenkstätte des Holocaust
in Tröbitz, hebräische Gedenktafel

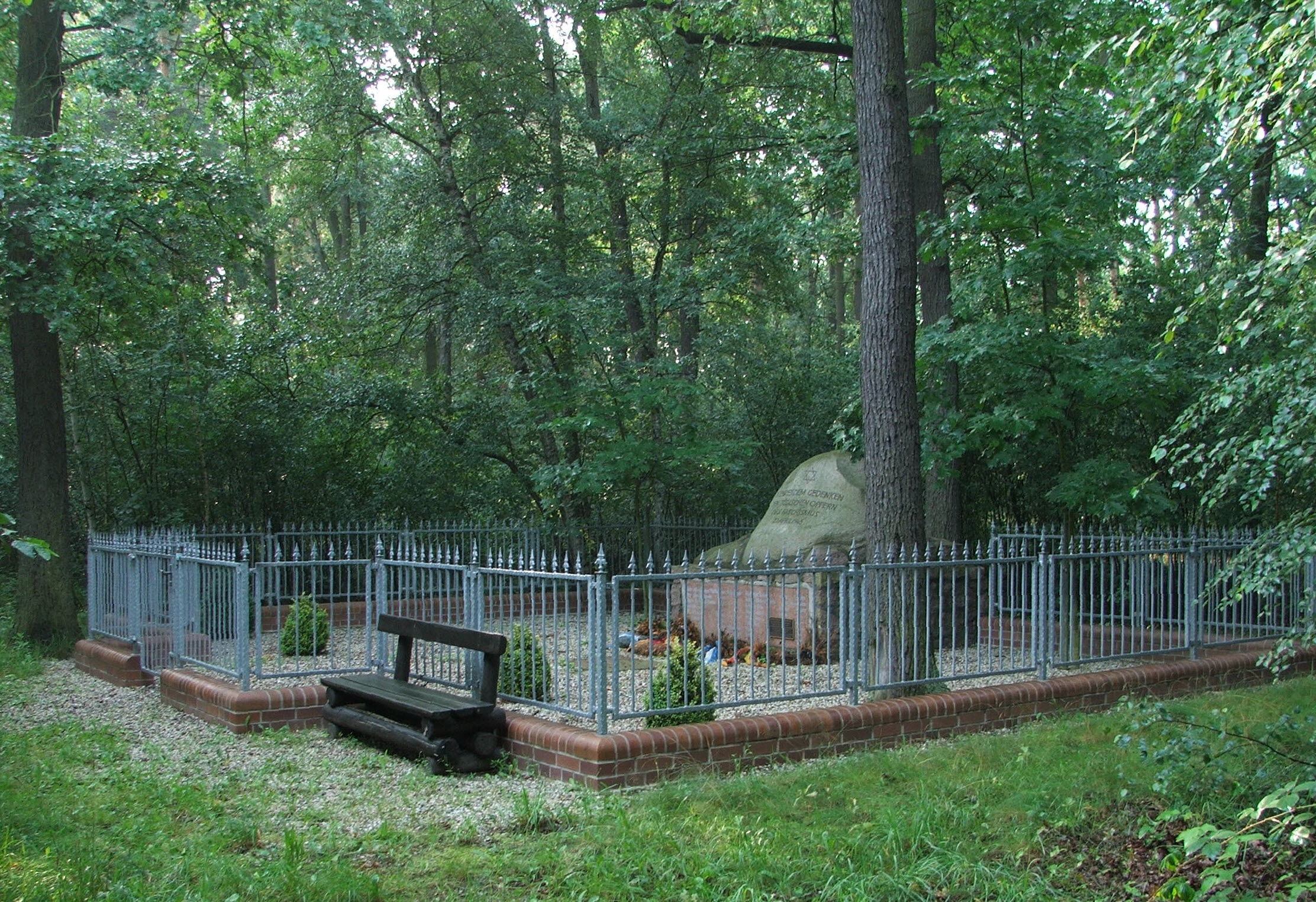
Gedenkstätte Langennaundorf am Bahnkilometer 101,6

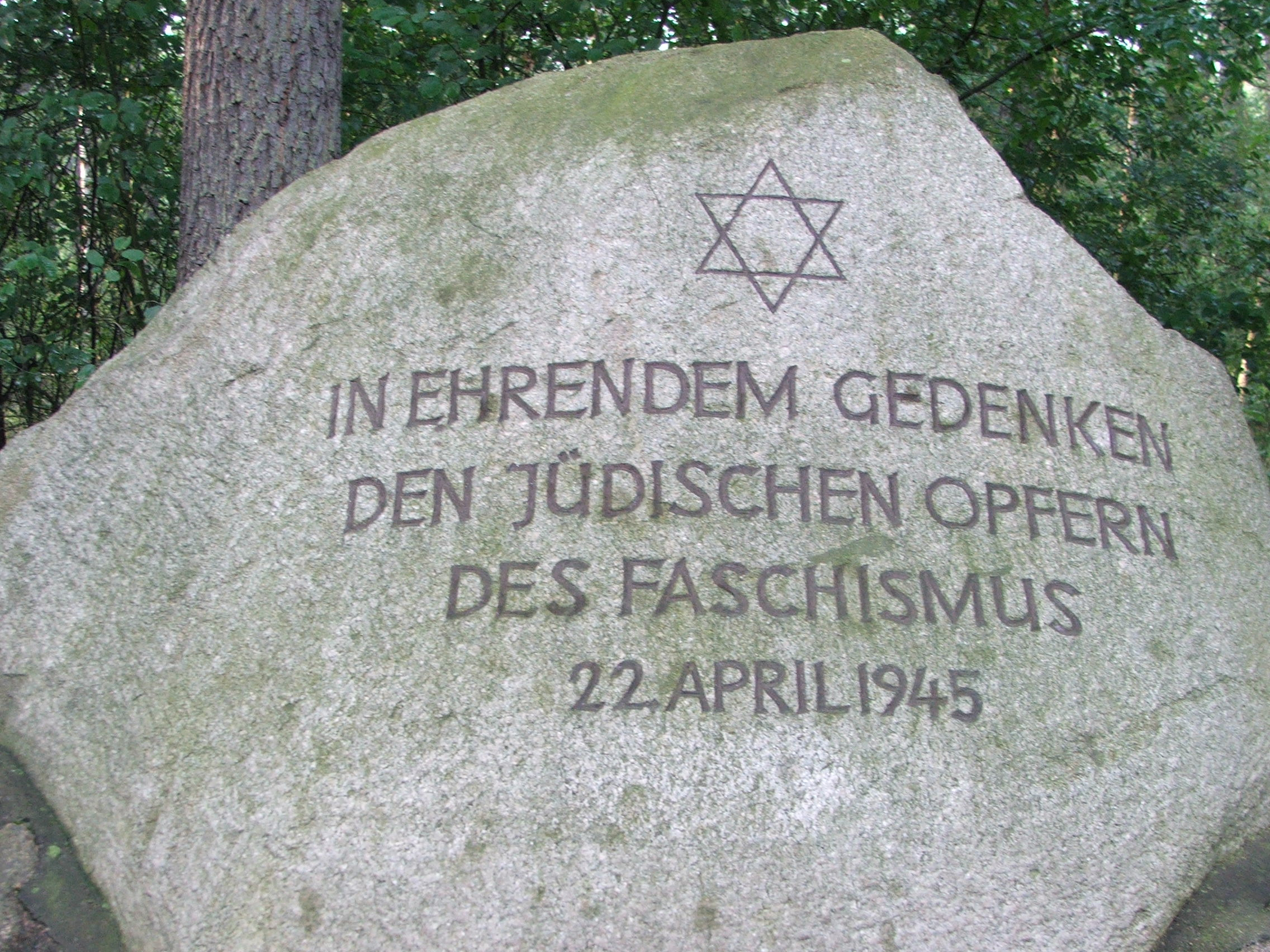
Gedenkstein am Bahnkilometer 101,6

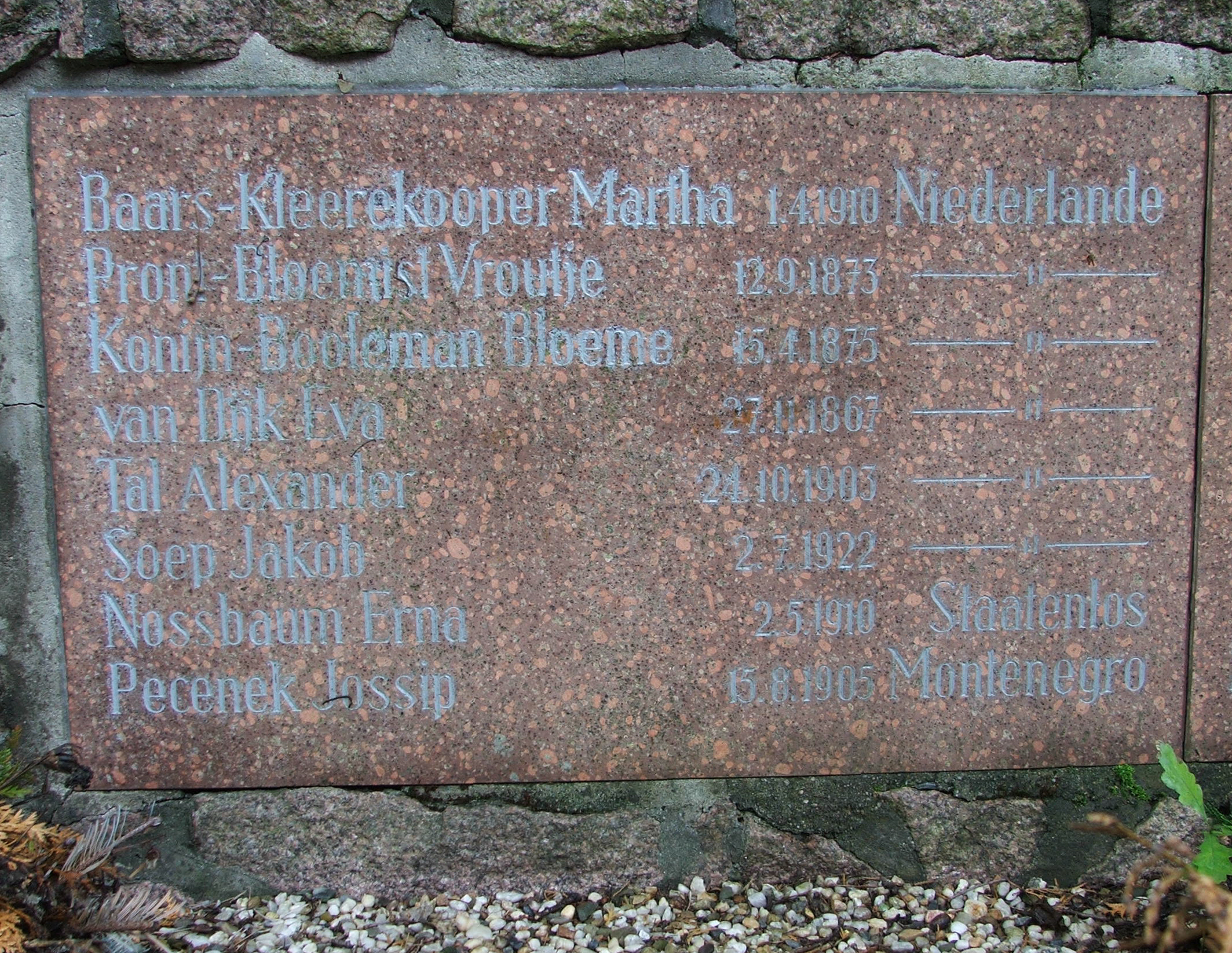
Linke Namenstafel am Bahnkilometer 101,6

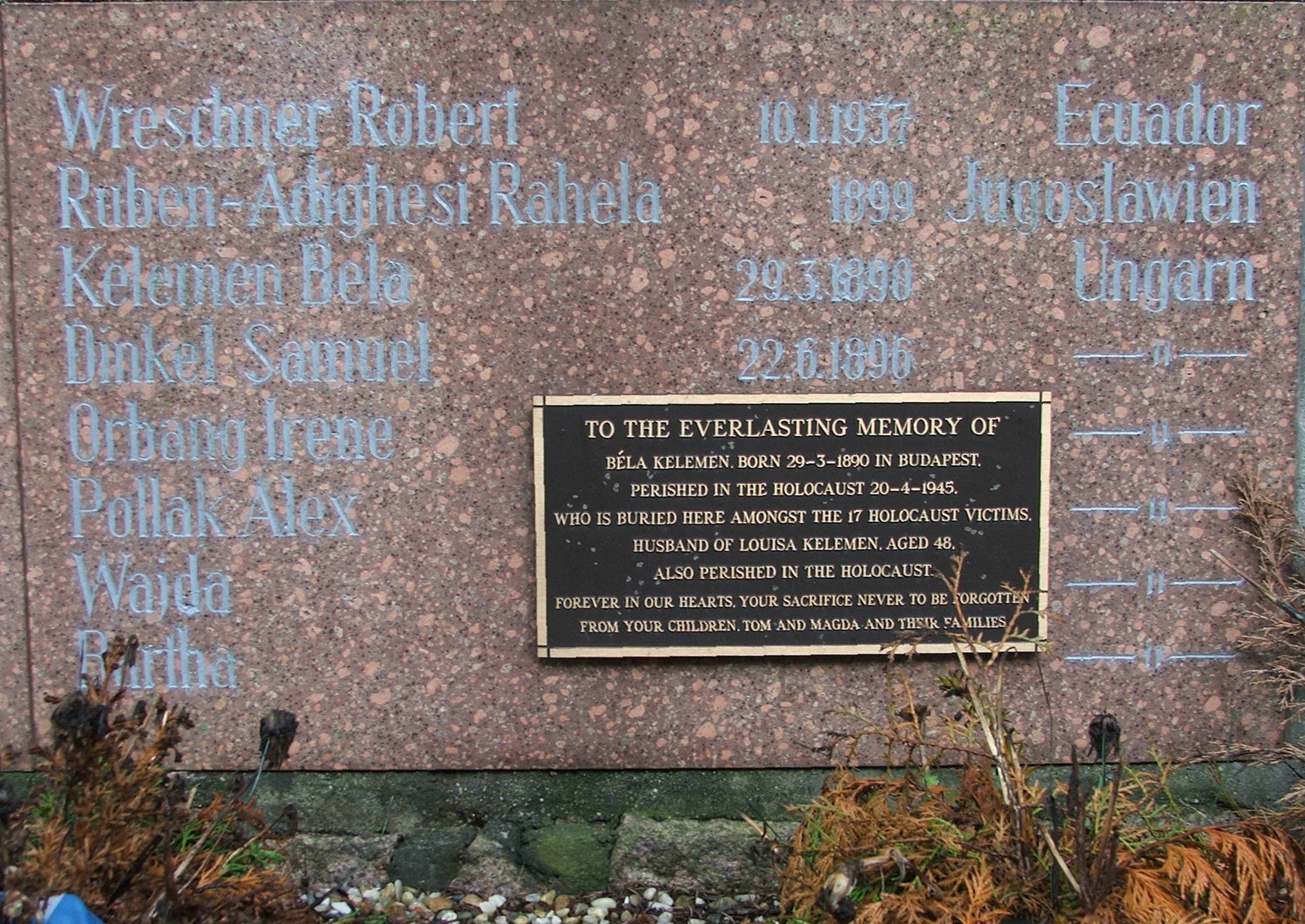
Rechte Namenstafel am Bahnkilometer 101,6

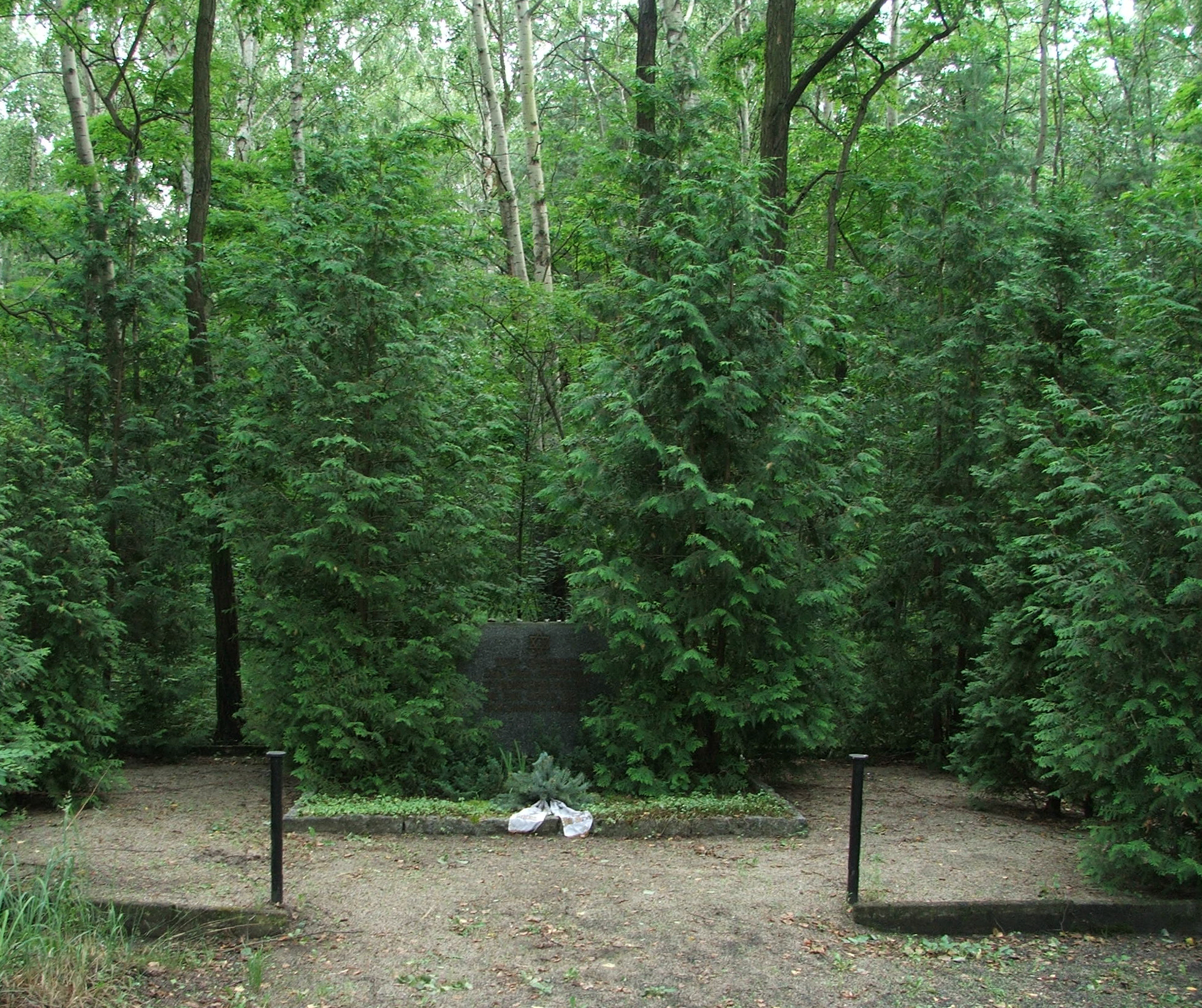
Zugang zum Gedenkstein am Bahnkilometer 106,7 nahe Wildgrube

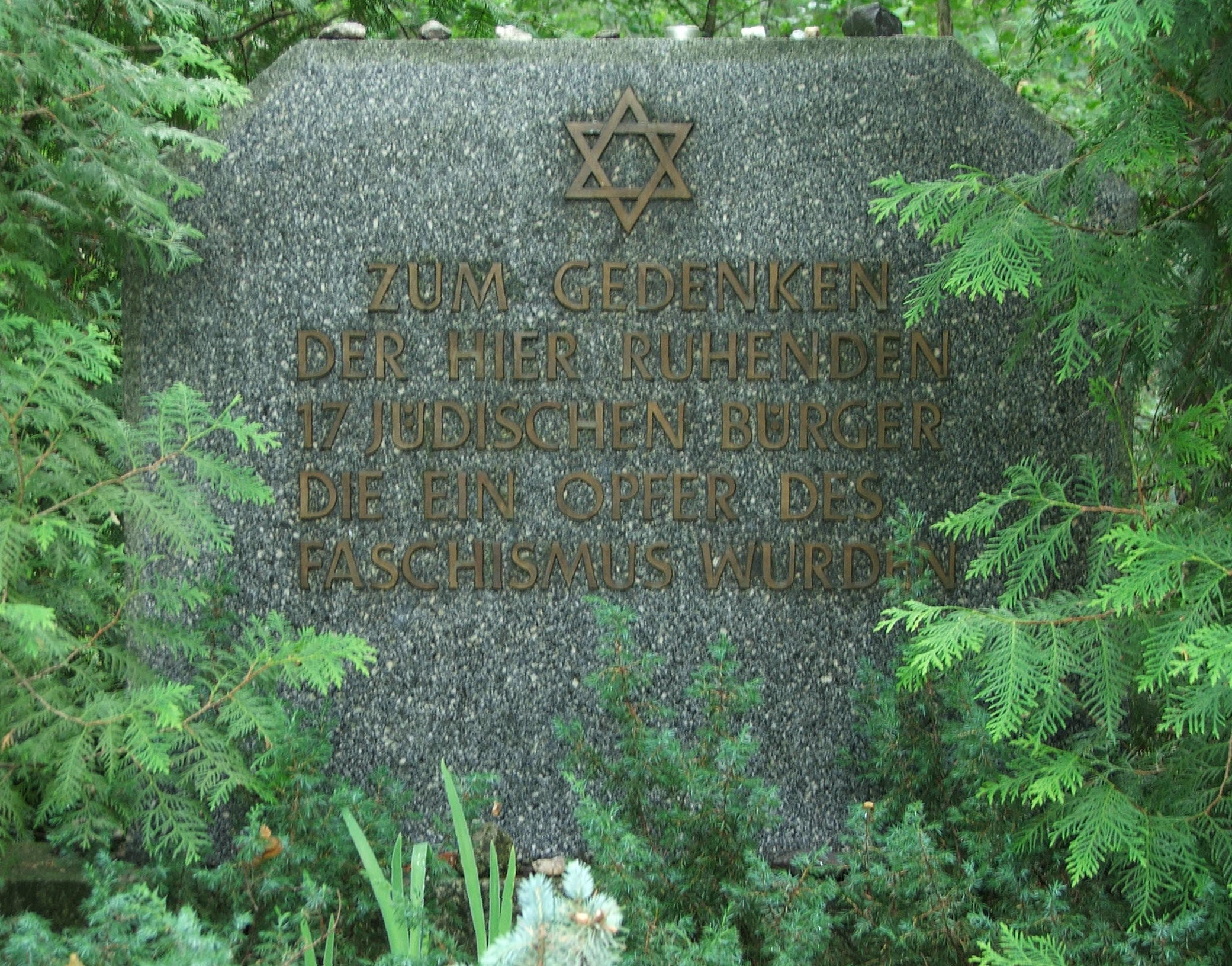
Gedenkstein am Bahnkilometer 106,7 nahe Wildgrube

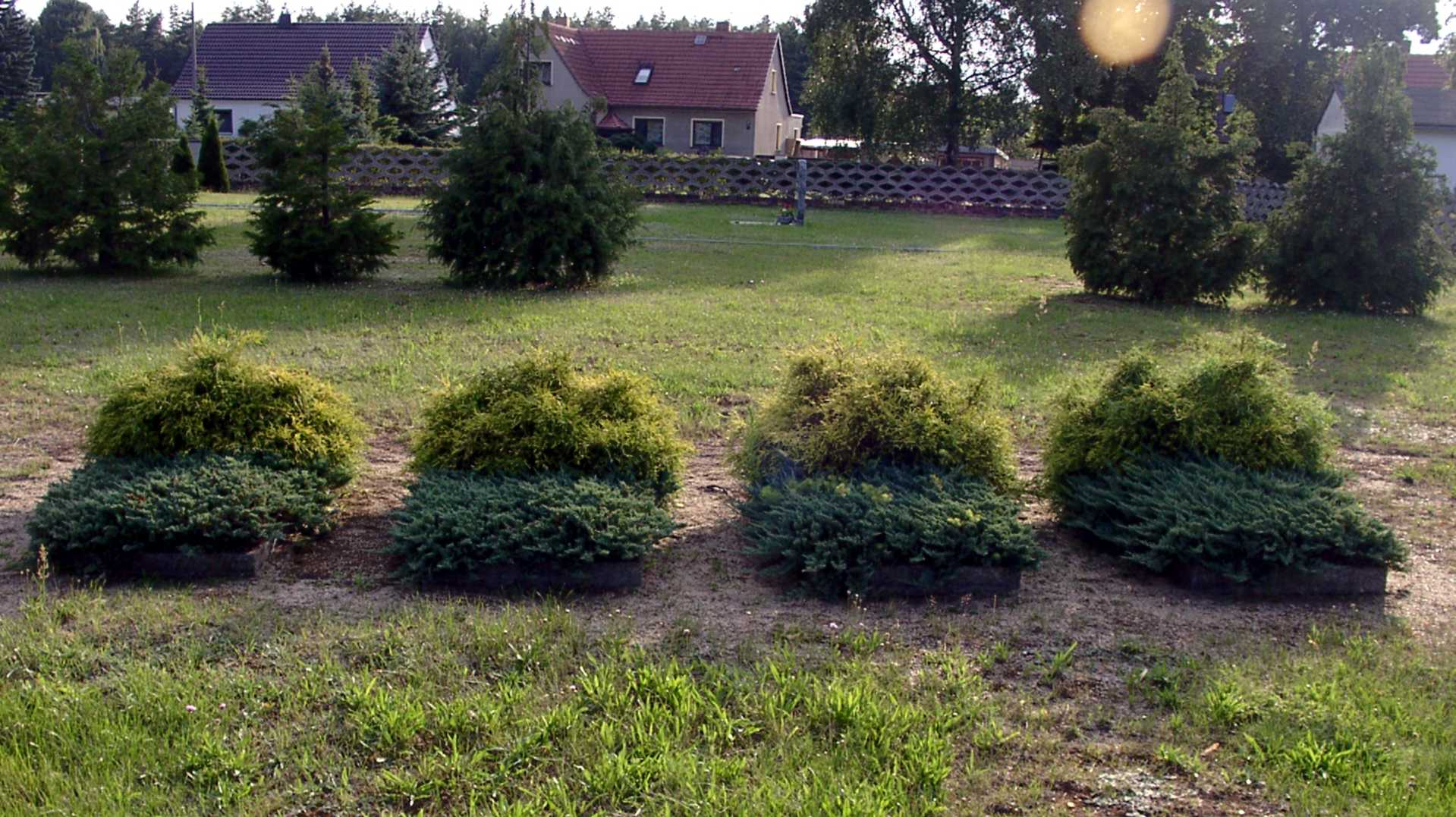
Die vier verbliebenen Grabstellen in Schilda

### Gedenkstätten in Tröbitz
Bereits im Sommer 1945 gab es Vorschläge und erste Aktivitäten, um eine Gedenkstätte für die Opfer des Verlorenen Zuges zu errichten. Die jüdischen Überlebenden machten Vorschläge für die Inschriften auf den Tafeln der Massengräber, welche jedoch nicht die Zustimmung der sowjetischen Kommandanten bekamen.
Aufgrund der hohen Anzahl der Opfer wurde Tröbitz als Endpunkt der Fahrt und mit den dort später entstandenen Grabanlagen und Gedenkstätten zum Hauptort des Gedenkens an den Verlorenen Zug. Angehörige der Toten aus verschiedenen Ländern kommen zu Besuch, legen dort nach jüdischem Brauch kleine Steine an den Grabstellen nieder und sprechen ein Gebet.

#### Der jüdische Friedhof
Der 1945 eingerichtete jüdische Friedhof befindet sich unmittelbar hinter der rechten Mauer des christlichen Friedhofs von Tröbitz. Dort fanden 125 Opfer aus dem Verlorenen Zug, die in den Häusern des Ortes gestorben waren, ihre letzte Ruhe. 1947 wurden im Auftrag der französischen Umbettungsmission 43 der dort beigesetzten Toten exhumiert und in ihre Heimatländer überführt. Die verbliebenen Gräber erhielten Grabplatten mit den Namen und Daten der Toten und wurden eingefasst. 1966 wurde der jüdische Friedhof von Gärtnermeister Manfred Rautenstrauch aus Finsterwalde (als dessen Meisterstück) neu gestaltet. Am 4. September 1966 wurde der Friedhof dann zur Mahn- und Gedenkstätte bzw. zum jüdischen Ehrenfriedhof erklärt und von Rabbinern eingeweiht. Zwei Davidsterne kennzeichnen das Eingangstor zum Friedhof in Tröbitz.
Auf einem zu diesem Anlass aus Sandstein angefertigten Gedenkstein steht:
„Zum Gedächtnis an die jüdischen Männer und Frauen, die noch 1945 in Tröbitz dem mörderischen Faschismus erlagen, wurde dieser Stein als Mahnung für die Lebenden gesetzt.“
In Israel gründete sich die Organisation „The Lost Transport, Victims Memorial Society; Bergen Belsen-Tröbitz (1945)“. Ihr Ziel war es, auf dem jüdischen Friedhof in Tröbitz eine Gedenkwand aufzustellen, an der alle bekannten Namen der Toten des Transports aufgezeigt werden sollten. Ein Jerusalemer Steinmetz fertigte schwarze Granitplatten mit insgesamt über 550 bekannten Namen, und diese wurden an der in Tröbitz errichteten 10 m langen Mauer angebracht. Zum 50. Jahrestag des Verlorenen Transports wurde sie am 27. April 1995 während einer Gedenkfeier, an der auch über 200 Angehörige und Überlebende teilnahmen, enthüllt. Begleitend wurde im Tröbitzer Gemeindebüro eine Gedenkausstellung mit Fotos, Briefen und Ortsbeschreibungen gezeigt, die von Schülern des Finsterwalder Sängerstadt-Gymnasiums im Rahmen einer Projektarbeit vorbereitet und organisiert wurde. Der Journalist Hans-Jürgen Hermel begleitete eine der Besuchergruppen mit seiner Kamera und führte unter anderem Interviews mit Überlebenden, Zeitzeugen und Erika Arlt. 1999 veröffentlichte er die Filmdokumentation Der verlorene Zug. Auf den Rädern der Reichsbahn durch die Hölle.
Auf den Schrifttafeln in deutscher und hebräischer Sprache steht:
| Zur Mahnung und zum ewigen Gedenken an die Opfer des „Verlorenen Transportes“ 10. April 1945 Beginn der Odyssee an der Rampe des Konzentrationslagers Bergen-Belsen Fast 2500 Menschen 13 Tage im Zug zusammengedrängt über 100 Opfer den Bahngleisen entlang begraben 23. April 1945 Befreiung durch die „Rote Armee“ in Tröbitz vielen Geretteten waren Freiheit und Frieden nicht mehr vergönnt Letzte Ruhe im Massengrab Langennaundorf-Mühlberg-Riesa-Schilda-Schipkau Wildgrube-Zeithain Ehrenmal Tröbitz Mögen die Seelen eingebunden sein im Bund des ewigen Lebens |

| Was wir gehört und erfahren Was unsere Väter uns erzählten wollen wir nicht ihren Kindern verhehlen sondern dem kommenden Geschlecht berichten Kundzutun ihren Söhnen auf dass sie erkenne das kommende Geschlecht die künftigen Söhne Psalm 78 |

#### Gedenkstätte des Holocaustneben der evangelischen Kirche
1952 wurde neben der evangelischen Kirche in Tröbitz eine Mahn- und Gedenkstätte errichtet, die am 11. April als Gedenkstätte des Holocaust eingeweiht wurde. Dort ruhen insgesamt 160 Tote, wovon 134 aus einem Massengrab in einer Grube am Nordfeld stammen, sowie 26 aus einem Massengrab an der Blockstelle der Grube Hansa. Diese Leichen wurden 1951 exhumiert und umgebettet.
Mittelpunkt der Anlage ist eine Tafel auf einer gemauerten Wand, welche folgende Inschrift trägt:
„Wir ehren Euch / Unsere Toten / Die Bannerträger / Namenloser Kameraden“
Im Jahre 1995 kamen zwei Tafeln in deutscher und hebräischer Sprache hinzu, die links und rechts eines kleinen Weges stehen, welcher zur Gedenkwand führt und neben dem die Toten ruhen. Auf der deutschsprachigen Gedenktafel der Gedenkstätte des Holocaust ist zu lesen:
„Hier ruhen 160 jüdische Opfer des verlorenen Transportes aus Bergen-Belsen von 1945“

#### Weitere Gedenkstätten in Tröbitz
Die Ausstellung „Halle des Erinnerns“ wurde im Rahmen eines ABM-Projektes erstellt und Ende 1998 in der Tröbitzer Schule eröffnet. Nachdem die Schule in private Trägerschaft übergegangen war, erwarb die Gemeinde Tröbitz das 1978 erbaute Gebäude der einstigen Neuapostolischen Kirche, wohin die Ausstellung, welche zahlreiche Bilder, Unterlagen, Dokumente und Exponate enthält, Ende 2008 umzog.
Außerdem befindet sich am Tröbitzer Nordfeld ein weiterer Gedenkstein für die Opfer des Verlorenen Zuges.

### Jüdische Gedenkstätte in Schipkau
Am 25. April 2003 wurde bei Schipkau am Ort eines zweitägigen Zwischenstopps des Zuges eine Gräberstätte mit einem Stein zum Gedenken an die jüdischen Opfer eingeweiht. 51 Tote wurden im April 1945 in der Nähe der Gemeinde begraben. Diese Grabanlagen wurden später von einem Holländer, der eine Totenliste erstellte, so beschrieben:
1. „Die Toten mit den Nummern 62 bis 85 sind auf dem Bahnabschnitt Senftenberg – Schipkau 300 Meter vor der Eisenbahnbrücke im Dorf Schipkau, an der Südseite der Eisenbahnschienen ungefähr 30 Meter von der Weiche.“
2. „Die Toten mit den Nummern 86 bis 102 auf demselben Platz ungefähr 350 Meter von der Eisenbahnbrücke entfernt. Hier geht es um die Wegkreuzung, liegend an der Reichsautobahn Dresden – Berlin.“
3. „Die Toten mit der Nummer 103 bis 112 sind vor Schipkau an der Nordseite der Eisenbahnschienen ungefähr 350 Meter vor dem Tunnel, vier Meter von der Eisenbahnschiene am Rand vom Busch begraben.“[33]

### Gedenkstätte Langennaundorf
Die Gedenkstätte Langennaundorf befindet sich im Wald unmittelbar am Bahndamm Kilometerstein 101,6 der Bahnstrecke Cottbus–Falkenberg/Elster. Dort war der Zug am 20. April 1945 vor der durch einen Luftangriff zerstörten Elsterbrücke stehengeblieben. Neben den Gleisen wurden 16 Tote aus dem Zug in einem Massengrab beigesetzt. Am 23. April 1989 wurde die Gedenkstätte für die jüdischen Opfer des Faschismus eingeweiht.
Auf einem großen Naturstein ist zu lesen:
„In ehrendem Gedenken / den jüdischen Opfern / des Faschismus / 22. April 1945“

### Gedenkstätte Wildgrube
In der Nähe von Wildgrube wurde 1975 ein Gedenkstein am Bahnkilometer 106,7 aufgestellt, wo sich ein Massengrab befindet. Einwohner hatten erst 1974 davon berichtet, dass sie dort Ende April 1945 auf Anweisung der Roten Armee vermeintlich 17 Tote aus dem Zug im Schneewald beerdigt hatten. Die Stelle war damals mit Feldsteinen markiert worden und dann für Jahrzehnte in Vergessenheit geraten. Nach später aufgefundenen Namenslisten sind es aber 28 Menschen, die dort begraben liegen.
Auf dem Gedenkstein ist zu lesen:
„ZUM GEDENKEN / DER HIER RUHENDEN / 17 JÜDISCHEN BÜRGER / DIE EIN OPFER / DES FASCHISMUS WURDEN“

### Schilda, Riesa und Mühlberg
Im Tröbitzer Nachbarort Schilda wurden 11 Menschen aus dem Verlorenen Zug beigesetzt, welche nach der Befreiung an den Folgen des Transports starben. 1951 exhumierte man sechs Niederländer sowie einen Engländer und überführte sie in ihre Heimatländer. Verblieben sind die Gräber von zwei ungarischen Jüdinnen, einem ungarischen Juden und einer staatenlosen Jüdin. Auf ihren Grabstellen befinden sich sogenannte Kissensteine, die mit den Namen und Daten der dort Beerdigten versehen sind (Hedwig Aschner, Gisela Deutsch, Seron Gros, Kornelia Heumann).
Im sächsischen Riesa befinden sich die Gräber von 15 Personen, die nach der Befreiung des Zuges in das dortige Krankenhaus gebracht wurden und verstarben.
Nahe der brandenburgischen Stadt Mühlberg befand sich damals ein für das ebenfalls befreite und auf Neuburxdorfer Flur liegende Kriegsgefangenenlager Stalag IV B eingerichtetes Lazarett, in das einige der Überlebenden nach der Befreiung gebracht wurden. Die dort Verstorbenen, deren Namen und Daten ungenau registriert wurden, liegen in einem Sammelgrab mit Kriegsgefangenen und deutschen Kriegsopfern. Ein inzwischen in Israel lebender Mann, der als Kind den Verlorenen Transport überlebte, besuchte 1998 die Gedenkstätte und ließ seiner dort verstorbenen Mutter eine Gedenktafel aus Sandstein setzen, mit der unter einem Davidstern stehenden Inschrift:
„Louise Asscher, Geb. Van Geldern: Bergen-Belsen-Tröbitz-Stalag IV B“

### Weitere Gedenkstätten und Grabstellen
Weitere Opfer wurden im sächsischen Zeithain sowie entlang der Fahrtstrecke des Zuges in Brandenburg und Niedersachsen begraben:
- Lagerbahnhof Bergen-Belsen
- Bahnstrecke Soltau–Munster am Bahnkilometer 17,4 – 3 unbekannte Tote ruhen auf der Kriegsgräberstätte Hötzingen-Stübeckshorn.
- Bahnstrecke Munster–Uelzen am Bahnkilometer 13,4 – 4 unbekannte Tote ruhen auf der Kriegsgräberstätte Ebstorf.
- Bahnstrecke Uelzen–Lüneburg am Bahnkilometer 115,4 – 12 Tote, acht von ihnen ruhen heute auf der Kriegsgräberstätte Wichmannsburg.
- Bahnhof Lüneburg – 12 Tote, elf von ihnen ruhen heute auf der Kriegsgräberstätte am Tiergarten in Lüneburg.
- Bahnhof Büchen
- Bahnhof Hagenow
- Bahnhof Wittenberge – dort wurden 26 Tote ausgeladen, ihr Verbleib ist unbekannt.

In Israel wurde zum Gedenken an die Toten des Zuges und an alle Tröbitzer Bürger, welche mithalfen, das Leid zu lindern, im Jahr 1992 durch eine jüdische Stiftung ein kleiner Wald angepflanzt.

### Sonstige Aufarbeitung
Die Begegnung mit den Überlebenden des Verlorenen Zuges und die Hilfeleistungen sowie die Schreckenszeit der Typhus-Epidemie und die hohe Zahl der Todesfälle im Jahre 1945 wurden zu einer Zäsur in der Ortsgeschichte von Tröbitz und prägten fortan ihre Bewohner. Erwachsene und auch Schüler pflegten die im Ort geschaffenen Gedenkstätten. Die Tröbitzer Einwohnerin Erika Arlt, welche selbst erst in den 1950er Jahren zugezogen war, versuchte in mühsamer Kleinarbeit die Schicksale der Überlebenden zu erforschen, legte eine Chronik an, sammelte Dokumente und knüpfte Kontakte mit den Überlebenden des Zuges oder ihren Angehörigen.

## Siehe zum Thema auch
- Im Rahmen des Holocausts kam es in den letzten Kriegsmonaten an vielen Orten von Vernichtungs-, Konzentrations- oder Zwangsarbeitslagern zu so genannten Endphaseverbrechen an Häftlingen.

- Die Deportation deutscher Juden wurde technisch in enger Zusammenarbeit der Reichsbahn mit dem Transportspezialisten des Reichssicherheitshauptamts, Amt IV B 4 (Judenangelegenheiten, Räumungsangelegenheiten), Adolf Eichmann geplant und durchgeführt. Den Mitarbeitern der Bahn war entlang der gesamten Fahrstrecke die Beladung der Züge und ihr Zweck nicht verborgen zu halten. Auf Grund der schriftlichen Ankündigung im internen Fahrplan waren sie für die Bahnmitarbeiter eindeutig als Häftlingstransport zu identifizieren. Deportationsmahnmale an Bahnhöfen/mit Bahnbezug gibt es in Deutschland heute u. a. in Berlin, Bf. Grunewald, Hamburg-Winterhude und Stuttgart, ehemaliger Nordbahnhof.

### Forschungsliteratur
- Erika Arlt: Die jüdischen Gedenkstätten Tröbitz, Wildgrube, Langennaundorf und Schilda im Landkreis Elbe-Elster. Hrsg.: Landkreis Elbe-Elster, Herzberg 1999.
- Wolfgang Benz, Barbara Distel (Hrsg.): Der Ort des Terrors. Geschichte der nationalsozialistischen Konzentrationslager. Band 7: Niederhagen/Wewelsburg, Lublin-Majdanek, Arbeitsdorf, Herzogenbusch (Vught), Bergen-Belsen, Mittelbau-Dora. C.H. Beck, München 2008, ISBN 978-3-406-52967-2.
- Bezirkskabinett für außerunterrichtliche Tätigkeit (Hrsg.): Todesmärsche 1945 im Gebiet des heutigen Bezirkes Cottbus. Heft, Cottbus, 1985
- Rudolf Matthies: „Juden in unserer Heimat“ in „Heimatkalender für den Kreis Bad Liebenwerda 1963“. Hrsg.: Arbeitskreis für Heimatliteratur im Deutschen Kulturbund Kreis Bad Liebenwerda. Bad Liebenwerda 1963, S. 131 bis 135.
- Regina Scheer: Der Umgang mit den Denkmälern. Eine Recherche in Brandenburg. Hrsg.: Brandenburgische Landeszentrale für Politische Bildung, und: Ministerium für Wissenschaft, Forschung und Kultur des Landes Brandenburg, Potsdam 2003 (PDF).
- Bettina Zeugin (Hrsg.): Die Schweiz und die deutschen Lösegelderpressungen in den besetzten Niederlanden. Vermögensentziehung, Freikauf, Austausch 1940–1945. Beiheft zum Bericht „Die Schweiz und die Flüchtlinge zur Zeit des Nationalsozialismus“. Unabhängige Expertenkommission Schweiz–Zweiter Weltkrieg, Bern 1999, ISBN 3-908661-09-9 (PDF).
- Rainer Bauer (Hrsg.): Erika und Richard Arlt: zwei Leben für die DDR: ein deutsches Geschichtsbuch. verlag am park, Berlin 2017, ISBN 978-3-945187-90-6.

### Tagebücher und Erinnerungen von Überlebenden
- Hans-Dieter Arntz: Der Verlorene Zug. In: Der letzte Judenälteste von Bergen-Belsen. Helios Verlag, Aachen 2012, ISBN 978-3-86933-082-2, S. 449–530.
- Alison Leslie Gold: Erinnerungen an Anne Frank – Nachdenken über eine Kinderfreundschaft. Mit einem Nachwort von Lea Rosh, Ravensburger Buchverlag, Ravensburg 1998 (= Ravensburger junge Reihe), ISBN 3-473-35185-7 (dt. Übers.; engl. Originaltitel: Memories of Anne Frank).
- Abel J. Herzberg: Zweistromland. Tagebuch aus Bergen-Belsen. Erev-Rav-Verlag, Wittingen, 1997 (= Erev-Rav-Hefte: Gedenken, Nr. 1), ISBN 3-932810-00-7 (dt. Übers.; niederl. Originaltitel: Tweestromenland).
- Arieh Koretz: Bergen-Belsen. Tagebuch eines Jugendlichen. Wallstein, Göttingen 2011, ISBN 978-3-8353-0899-2.
- Renata Laqueur: Bergen-Belsen Tagebuch: 1944, 1945. Fackelträger-Verlag, Hannover, 3. Auflage, 1995, ISBN 3-7716-2308-1 (dt. Übers.; niederl. Originaltitel: Dagboek uit Bergen-Belsen maart 1944 à april 1945).
- Felix Hermann Oestreicher: Ein jüdischer Arzt-Kalender. Durch Westerbork und Bergen-Belsen nach Tröbitz. Konzentrationslager-Tagebuch 1943–1945. Hrsg.: Maria Goudsblom-Oestreicher und Erhard Roy, 1. Aufl., Hartung-Gorre-Verlag, Konstanz 2000, ISBN 3-89649-411-2.
- Lila Perl, Marion Blumenthal-Lazan: Vier kleine Kiesel: die Geschichte der Familie Blumenthal aus Hoya. Hrsg.: Verein Heimatmuseum Grafschaft Hoya (Selbstverlag), Hoya 1996 (= limitierte, nicht kommerzielle dt. Ausgabe; engl. Originaltitel: Four perfect pebbles: a Holocaust story).
- Schlomo Samson: Zwischen Finsternis und Licht. 50 Jahre nach Bergen-Belsen. Erinnerungen eines Leipziger Juden. Verlag Rubin Mass, Jerusalem 1995, ISBN 965-09-0054-3.
- Werner Weinberg: Self-Portrait of a Holocaust. Jefferson, North Carolina und London 1985.

### Zeitungsartikel
- Hans Arnold: Wie konnte das geschehen?. In: Liebenwerdaer Kreiszeitung. Nr. 11, 18. März 1965[38]
- Hans-Joachim Pohl: Der verlorene Transport. In: Verkehrsgeschichtliche Blätter. 25. Jahrgang, Berlin 1998, S. 120–124.
- Schreckliche Tragödie am Schienenrand. In: Lausitzer Rundschau. Regionalausgabe Finsterwalde, 4. Oktober 2003
- Schipkau – eine Leidensstation jüdischer Häftlinge. In: Lausitzer Rundschau. Regionalausgabe Senftenberg, 16. April 2005
- Wir waren blutjung. In: Lausitzer Rundschau. Regionalausgabe Senftenberg, 20. April 2005
- Weiße Tücher flatterten an den 46 Waggons. In: Lausitzer Rundschau. Regionalausgabe Lübbenau/Calau, 20. April 2005
- Eine Kerze für die toten Juden von Tröbitz. In: Lausitzer Rundschau. Regionalausgabe Finsterwalde, 24. April 2007
- Verlorene Erinnerung. In: Potsdamer Neueste Nachrichten, 13. April 2013

## Dokumentationen (Film)
- Hans-Jürgen Hermel: Der verlorene Zug. Auf den Rädern der Reichsbahn durch die Hölle. Fernsehdokumentation des NDR, 1999.[39]
- Nina Rücker: Hannah Pick: Die Schulfreundin Anne Franks. Dokumentarfilm in Zusammenarbeit mit dem Anne-Frank-Zentrum Berlin, 2003.[40]
- Rundfunk Berlin-Brandenburg: Erinnerung an Häftlingsirrfahrt in Brandenburg aktuell, 23. April 2013, 19:30 Uhr (3:32 min).[41]